# Referendum istituzionale in Spagna del 1976

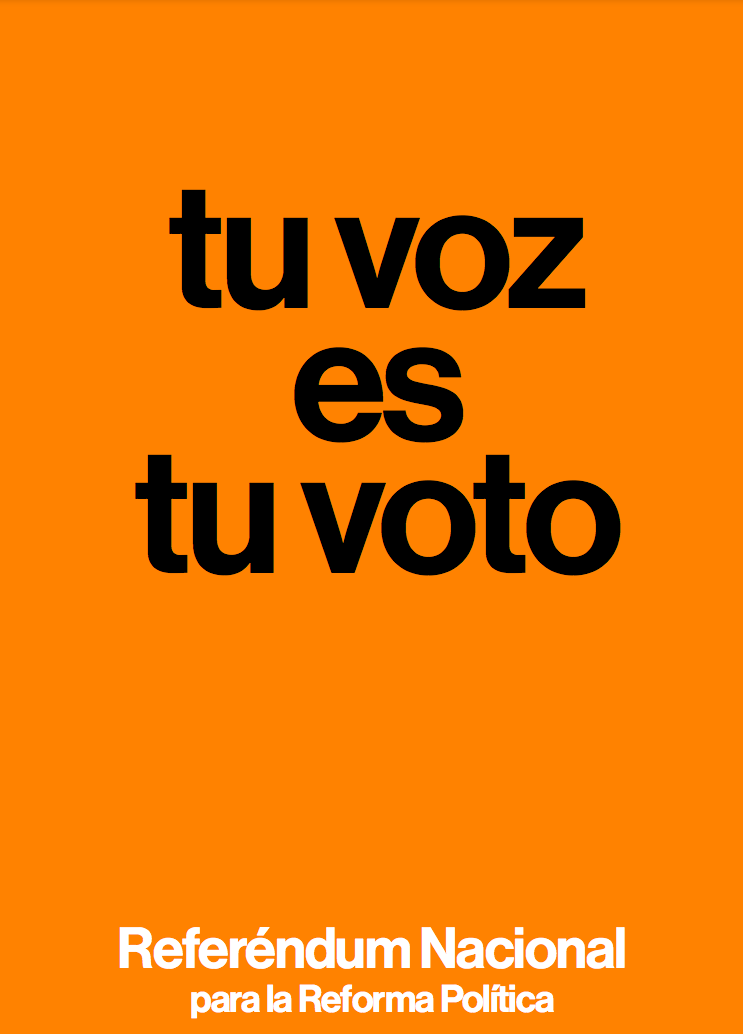
Cartellone per il referendum spagnolo del 1976 ("La tua voce è il tuo voto").

Il referendum istituzionale in Spagna del 1976 si tenne il 15 dicembre e aveva ad oggetto la Legge sulla Riforma Politica approvata dalle Corti.
Il quesito era così formulato: "Approva il Progetto di Legge per la Riforma Politica?".
Il risultato finale fu l'approvazione del progetto, con l'appoggio del 94,45% dei votanti. Al referendum partecipò il 77,8% degli elettori.

## Risultati
| Preferenza                     | Voti       | %      |
| ------------------------------ | ---------- | ------ |
| Sì                             | 16 573 180 | 94,45  |
| No                             | 450 102    | 2,57   |
| Schede bianche                 | 523 457    | 2,98   |
| Schede nulle                   | 52 823     | 0,3    |
| Totale                         | 17 599 562 | 100,00 |
| Elettori registrati/affluenza  | 22 644 290 | 77,8   |
| Fonte: Nohlen e Stöver (2010). |            |        |

### Resultati per regione
| Regione                       | Regione             | Elettori registrati | Affluenza | Sì         | Sì        | No        | No    |           |       |        |      |
| Regione                       | Regione             | Elettori registrati | Affluenza | Voti       | %         | Voti      | %     |           |       |        |      |
| ----------------------------- | ------------------- | ------------------- | --------- | ---------- | --------- | --------- | ----- | --------- | ----- | ------ | ---- |
| Regione                       | Regione             | Elettori registrati | Affluenza |            | Andalusia | 3,622,509 | 81.90 | 2,840,336 | 98.16 | 53,219 | 1.84 |
|                               | Aragona             | 798,926             | 85.32     | 642,779    | 97.80     | 14,464    | 2.20  |           |       |        |      |
|                               | Asturie             | 740,394             | 73.02     | 502,438    | 95.82     | 21,905    | 4.18  |           |       |        |      |
|                               | Baleari             | 379,205             | 84.22     | 303,624    | 98.21     | 5,522     | 1.79  |           |       |        |      |
|                               | Paesi Baschi        | 1,277,885           | 53.86     | 627,499    | 96.47     | 22,956    | 3.53  |           |       |        |      |
|                               | Canarie             | 740,781             | 75.51     | 537,626    | 98.34     | 9,099     | 1.66  |           |       |        |      |
|                               | Cantabria           | 282,506             | 78.22     | 198,337    | 93.05     | 14,812    | 6.95  |           |       |        |      |
|                               | Castiglia e León    | 1,687,294           | 82.52     | 1,305,391  | 97.26     | 36,744    | 2.74  |           |       |        |      |
|                               | Castiglia-La Mancia | 1,052,985           | 84.71     | 840,286    | 96.21     | 33,058    | 3.79  |           |       |        |      |
|                               | Catalogna           | 3,710,652           | 74.10     | 2,567,147  | 97.79     | 58,146    | 2.21  |           |       |        |      |
|                               | Estremadura         | 675,902             | 81.97     | 532,170    | 97.96     | 11,067    | 2.04  |           |       |        |      |
|                               | Galizia             | 1,837,841           | 69.84     | 1,225,329  | 98.04     | 24,547    | 1.96  |           |       |        |      |
|                               | La Rioja            | 140,606             | 87.15     | 133,862    | 98.30     | 2,312     | 1.70  |           |       |        |      |
|                               | Madrid              | 2,612,402           | 78.21     | 1,883,630  | 95.91     | 80,304    | 4.09  |           |       |        |      |
|                               | Murcia              | 540,602             | 82.41     | 427,251    | 97.70     | 10,046    | 2.30  |           |       |        |      |
|                               | Navarra             | 318,797             | 73.63     | 217,879    | 96.99     | 6,766     | 3.01  |           |       |        |      |
|                               | Comunità Valenciana | 2,149,069           | 85.72     | 1,745,436  | 97.58     | 43,286    | 2.42  |           |       |        |      |
|                               | Totale              | 22,644,290          | 77.72     | 16,573,180 | 97.36     | 450,102   | 2.64  |           |       |        |      |
| Fonte: Ministero dell'interno |                     |                     |           |            |           |           |       |           |       |        |      |